# Colletes brevigena
Colletes brevigena är en biart som beskrevs av Noskiewicz 1936. Colletes brevigena ingår i släktet sidenbin, och familjen korttungebin. Inga underarter finns listade i Catalogue of Life.